# McDonough School of Business
La McDonough School of Business est la Business School de l'université de Georgetown à Washington, aux États-Unis. 
Fondée en 1957, elle décerne plusieurs types de diplômes : Bachelor, Master, Master of Business Administration et PhD. Depuis 2009, le siège de l'école est le Rafik.B Hariri building, du nom du Premier ministre libanais mort assassiné et dont l'un des fils a étudié à la McDonough School of Business.

## Le MBA
Son programme de Master of Business Administration (MBA) est relativement récent, ayant commencé en 1981. Il est considéré comme un bon programme aux États-Unis. En 2010, il est classé 33e programme américain au classement du magazine Business Week et 38e au niveau mondial par le Financial Times. 
L'admission se fait en deux temps. Tout d'abord, le candidat doit remplir un dossier contenant notamment son CV, des lettres de recommandations, des essays, ses bulletins de notes, son score au GMAT, et s'il n'est pas anglophone son score de TOEFL (ou IELTS ou encore Pearson Test of English). Puis, après la première sélection sur dossier, le candidat passe un entretien. Chaque automne, environ 250 élèves rejoignent le programme MBA.
La première année consiste en un tronc commun. Puis, en seconde année, l'étudiant choisit les cours qui l'intéressent dans un portfolio d'électifs. Les matières enseignées vont de la finance immobilière au marketing de l'internet. Les étudiants peuvent aussi prendre des cours au sein du consortium des universités de Washington.